# Windows Live OneCare
Windows Live OneCare（或onecare、LIVE ONECARE。中文名称未定，Onecare意一份关心）是微软Windows Live旗下的杀毒软件，是微软进入安全防护领域的第一个杀毒软件。已经停止出售，并且所有产品和帐单支持均已终止，但微软仍然提供免费的同类软件Microsoft Security Essentials供经过正版验证的用户使用。
该软件功能包括ProtectionPlus（杀毒，防间谍，防火墙，自动更新）、PerformancePlus（硬碟整理，垃圾清理，自动备份）、Backup and Restore（备份+恢复），同时OneCare也与Windows Update合作，以提供自动视窗系统更新，OneCare也备有即时帮助（24小时／7天）。

## 销售
Windows Live OneCare在部分地区（例如美国等国家）销售，但未在大中華地區推出。由于Windows Live Onecare的售价比一般的杀毒软件便宜不少，很受到中小企业和家庭使用者的青睐。試用版用户拥有90日的免费試用期，試用完整的功能。Windows Live OneCare每年收费49.95美元，最多可供3台PC共用。Windows Live OneCare直到2009年6月30日，直接销售则将随着Microsoft Security Essentials推出逐渐取消；声明指出：“微软将确保所有现存顾客在订购的服务期间，持续受到保护。在2009年10月，Windows Live OneCare已在全球范围内停止出售。产品支持终止于2011年4月11日，帐单支持终止于2011年6月30日或之前（具体情况取决于不同的订阅结束日期）。

## 版本歷史
- 1.5:2007年1月30日
- 2.0:2007年11月16日
- 2.5:2008年7月31日

Windows Card Space Help（3.0.4506.4926）